# 林悌
林悌、林白湖（りん てい、りん はくこ、1549年-1587年）は、李氏朝鮮中期の文人、両班。その詩文は豪放快活、実生活でも逸話が多く、平安都事として赴任する途中、妓生黄真伊の墓に詣で盛大な法事を営んで罷免されたり、死の床で「中国をはばかり帝国と称しえない朝鮮などに生まれたのは痛恨事だから、自分が死んでも泣いてはならぬ」と遺言した。

## 逸話
病死する際に以下の言葉を残して悲嘆にくれながら死んだ。黄文雄の校訂訳を付す。

四海諸國, 未有不稱帝者, 獨我邦終古不能, 生於若此陋邦, 其死何足惜.

四夷八蛮が皆中原に入ったのにただただ朝鮮だけできずにいる。こんな情けない国に長生きしていてもどうにもならない。 — 林悌、星湖僿說

## 著書
- 『白湖集』